# Catopsilia pyranthe
Catopsilia pyranthe ist ein in Asien und Australien vorkommender Schmetterling aus der Familie der Weißlinge (Pieridae) in der Unterfamilie der Gelblinge (Coliadinae).

## Merkmale

### Imago
Catopsilia pyranthe erreicht eine Flügelspannweite von 52 bis 66 Millimetern. Zwischen den Geschlechtern besteht ein leichter Sexualdimorphismus. Die Flügeloberseite beider Geschlechter ist weißlich und zeigt ein schwärzliches, schmales äußeres Saumband, das sich meist vom Apex bis zum Innenwinkel erstreckt und sich zuweilen auf den Hinterflügeln fortsetzt. In der Zelle der Vorderflügeloberseite hebt sich ein sehr kleiner schwarzbrauner Fleck ab. Hauptunterscheidungsmerkmal der Geschlechter ist die Färbung und Zeichnung der Vorder- und Hinterflügelunterseiten. Bei den Männchen sind diese nahezu einfarbig grünlich bis türkisfarben oder auch weißlich bis cremefarben. Normalerweise hebt sich eine sehr feine und undeutliche bräunliche Sprenkelung ab. Die Vorder- und Hinterflügelunterseiten der Weibchen sind meist gelbgrün und zeigen sowohl auf den Vorder- als auch auf den Hinterflügeln einige dunkelbraune, mehr oder weniger stark ausgebildete Flecke, die mitunter weiß gekernt sind. Gelegentlich erscheinen Weibchen, die nahezu einfarbige und fast zeichnungslose Flügelunterseiten haben. Die Intensität der Färbung variiert in den verschiedenen Vorkommensgebieten.

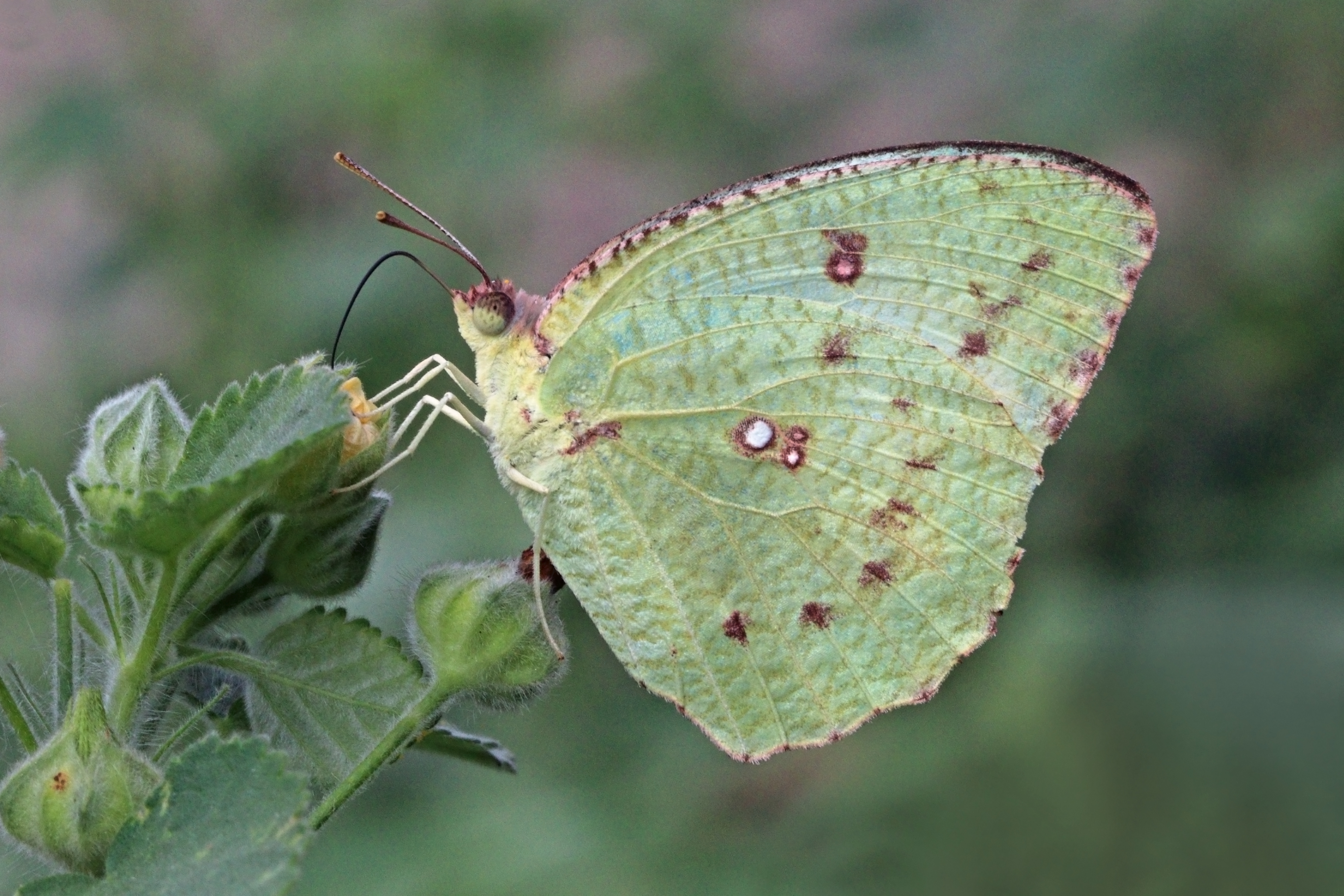
Weibchen
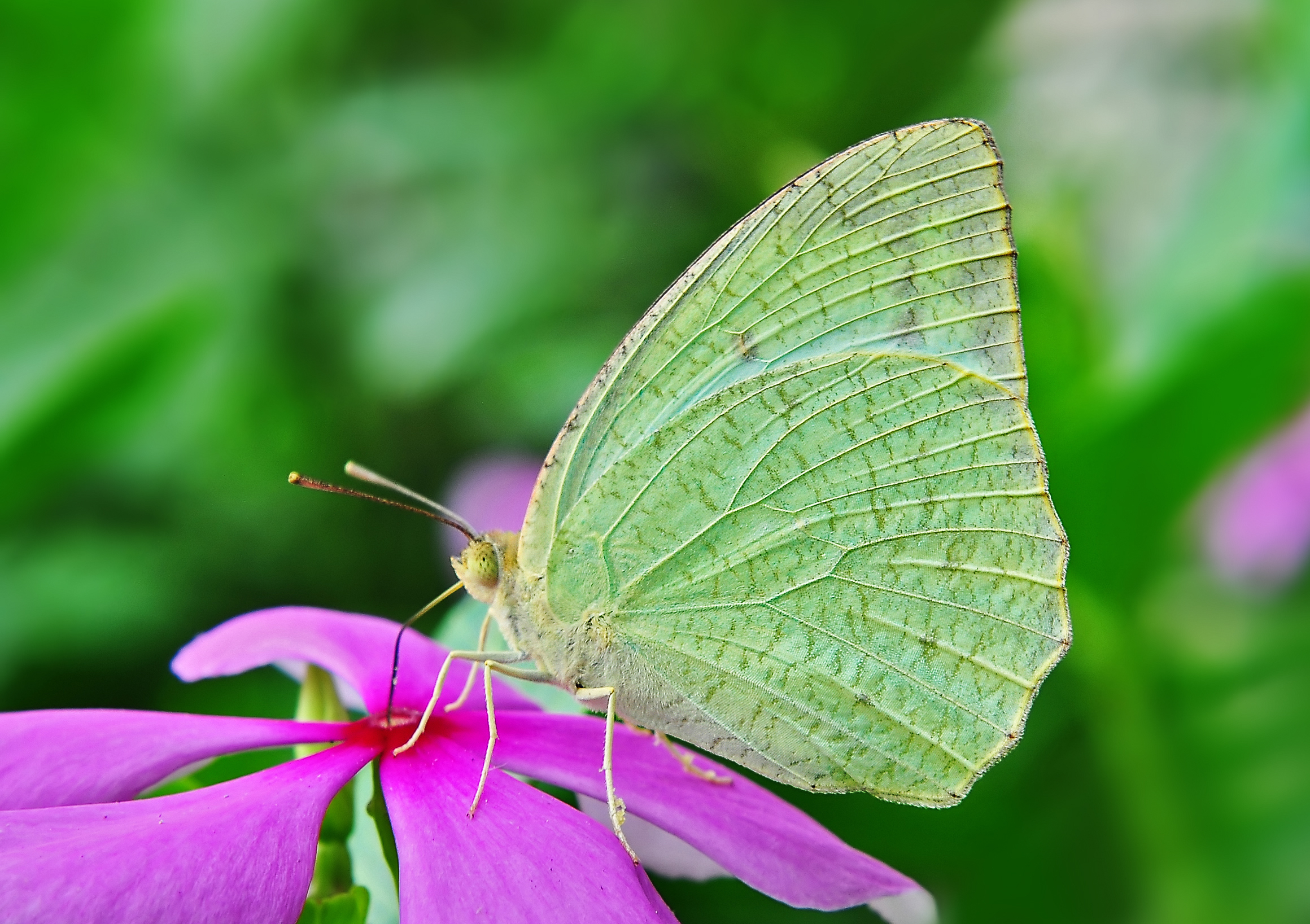
Männchen in Westbengalen
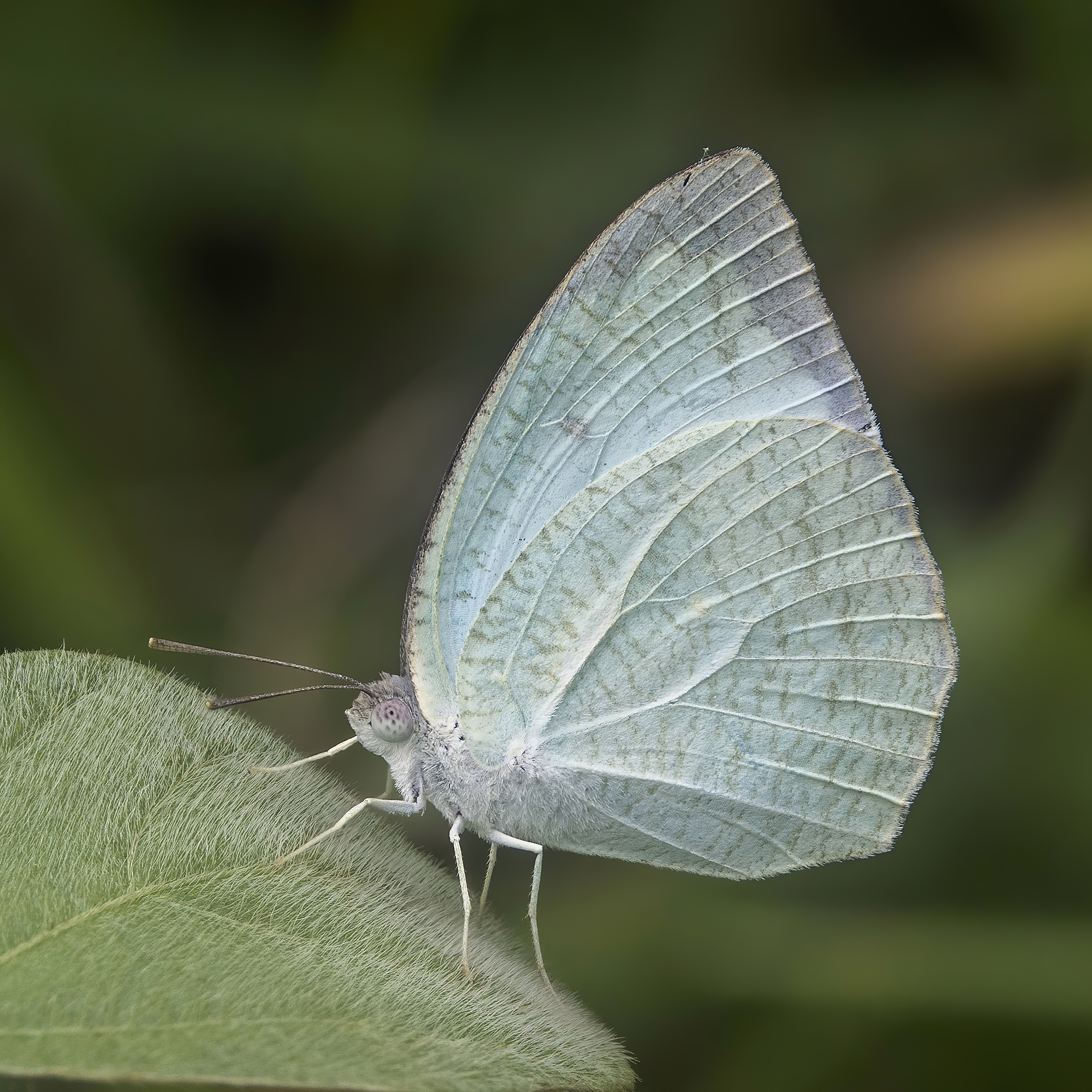
Männchen in Phuket

### Ei
Die Eier haben eine zylindrische Form, eine konische Spitze und eine weißliche Farbe. Sie werden vom Weibchen nah beieinander überwiegend auf der Oberseite von Blättern der späteren Raupenfutterpflanze, beispielsweise Senna occidentalis, die zu den Johannisbrotgewächsen (Caesalpinioideae) zählt abgelegt.

### Raupe
Die Raupe ist nach dem Verlassen des Eies zunächst gelblich, zeigt eine feine schwarze Punktierung auf der gesamten Körperoberfläche und besitzt eine raue Oberfläche. Anfangs leben die Raupen gesellig, später einzeln. Die folgenden Raupenstadien ändern ihre Farbe in Richtung Grün und zeigen außerdem einen weißlichen oder gelblichen, schwarz angelegten Seitenstreifen. Die feine schwarze Punktierung sowie die raue Körperoberfläche bleiben im Laufe der Entwicklung erhalten.

### Puppe
Die als Gürtelpuppe ausgestaltete Puppe ist zunächst kräftig grün und nahezu zeichnungslos. Kurz vor dem Schlüpfen des Falters nimmt sie eine bräunliche Farbe an. Die Puppe wird bevorzugt an der Mittelrippe an einer Blattunterseite befestigt.

## Entwicklungsstadien
Nachfolgend sind die Entwicklungsstadien von Catopsilia pyranthe dargestellt:

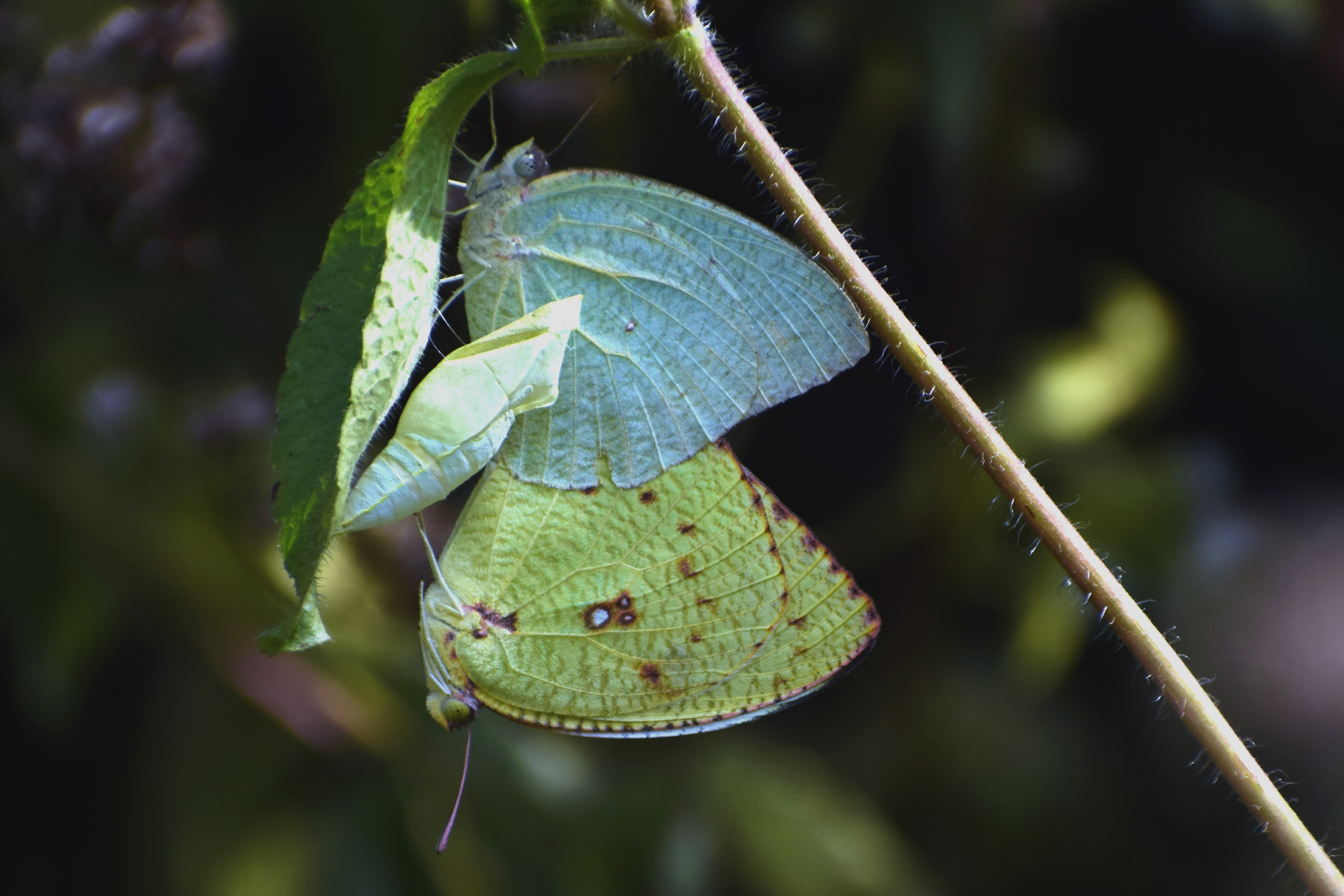
Kopula hinter leerer Puppenhülle
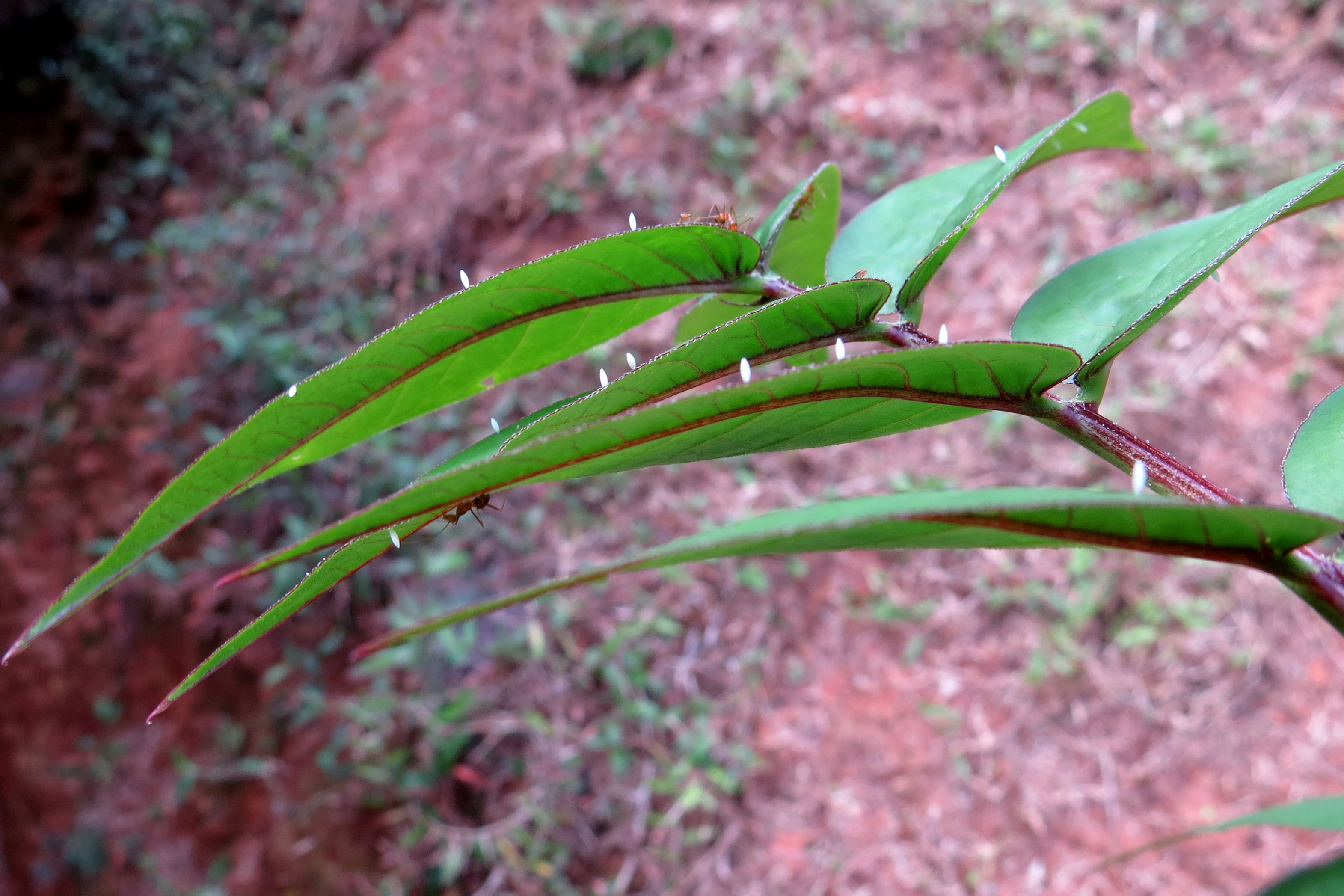
Eier auf Senna occidentalis
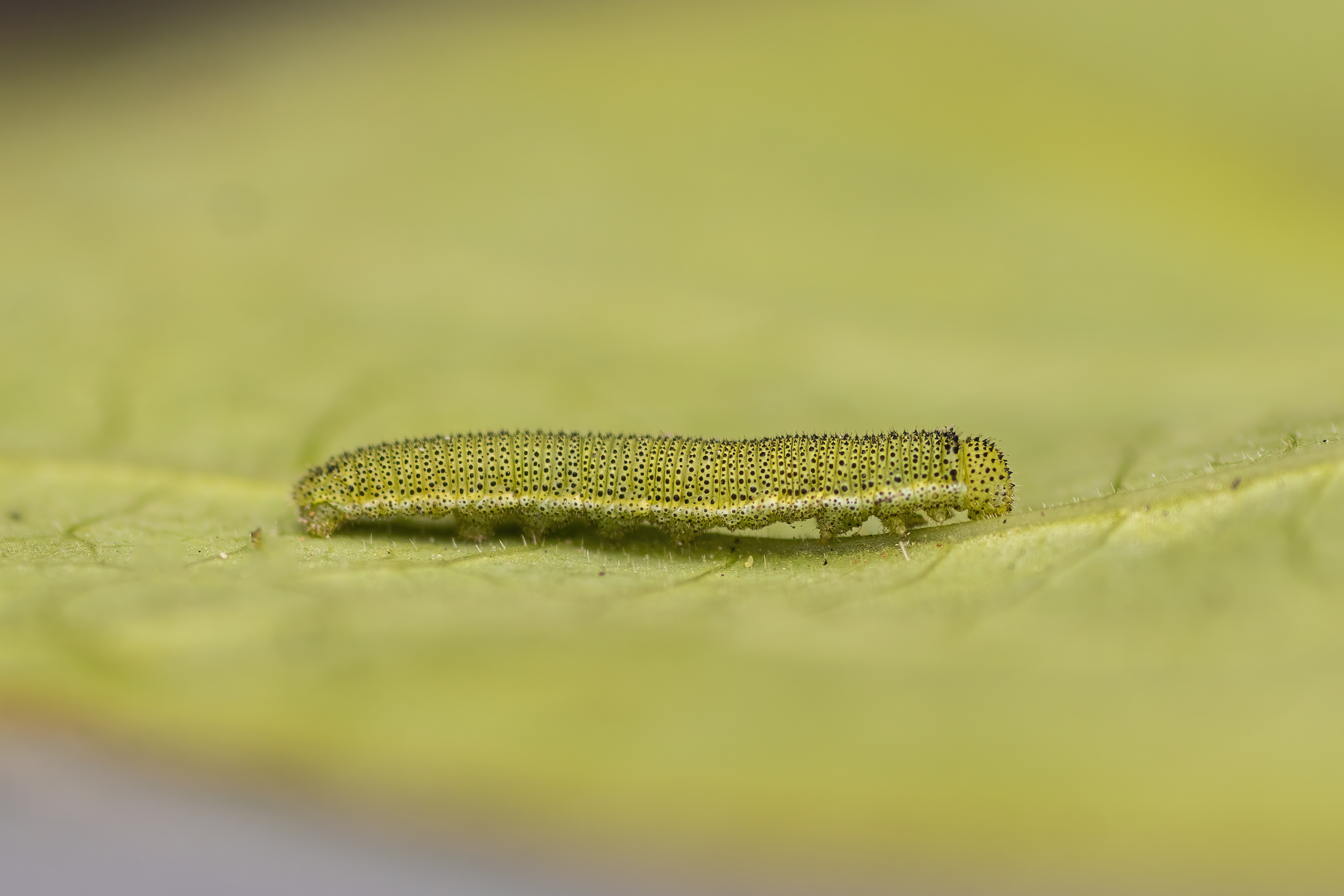
Raupe, zweites Entwicklungsstadium
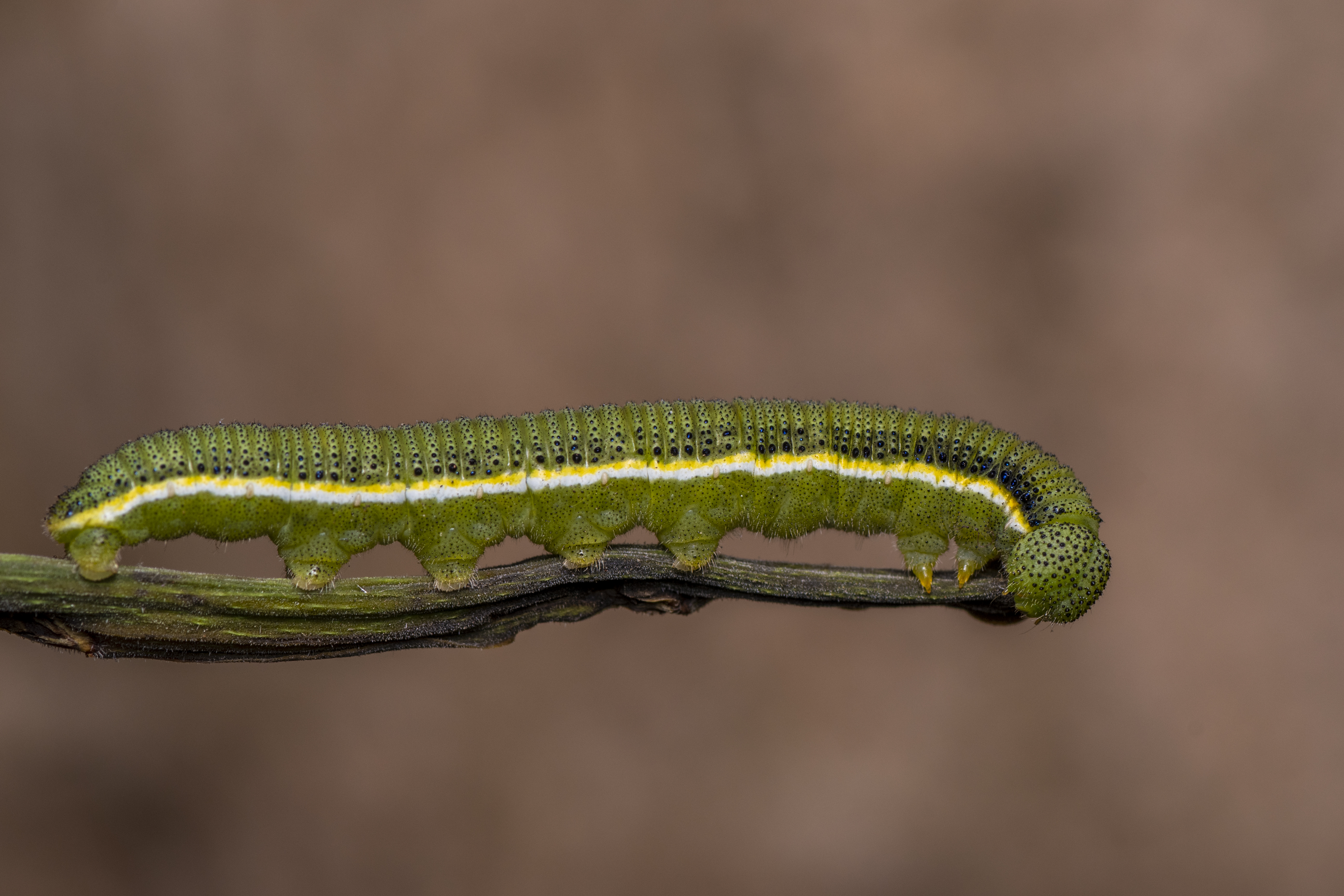
Ausgewachsene Raupe
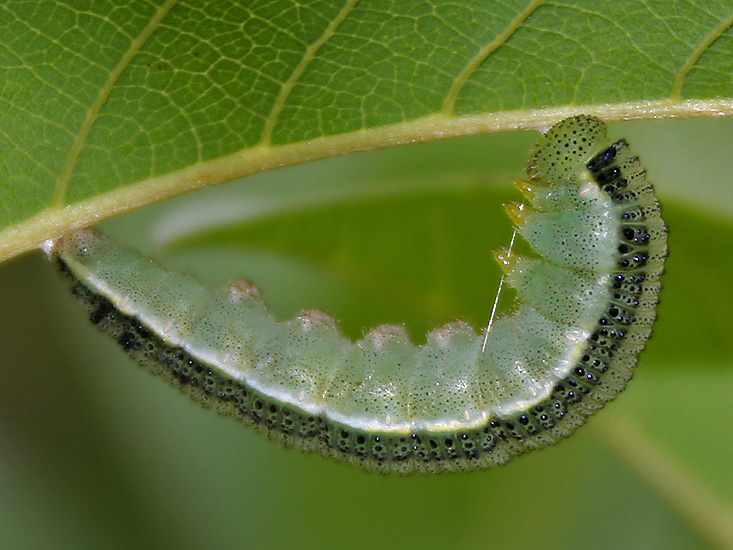
Raupe, die die Verpuppung beginnt
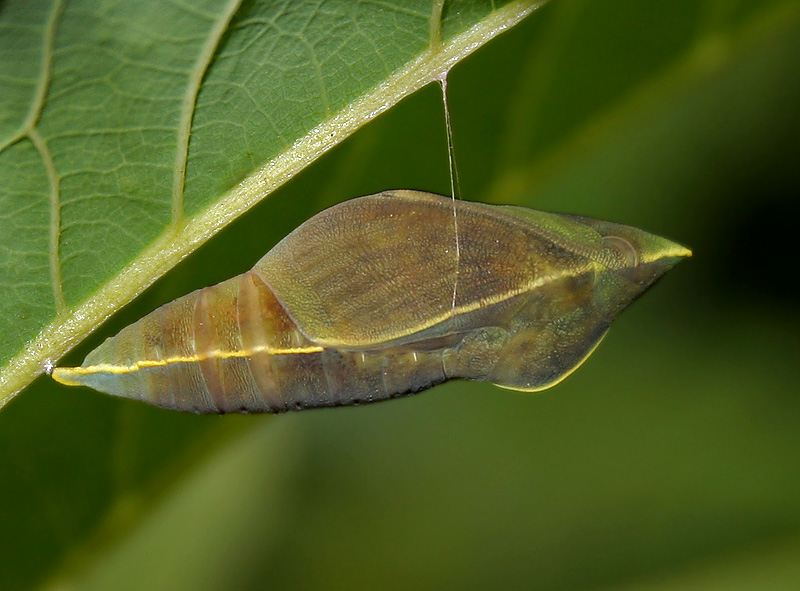
Puppe kurz vor dem Schlüpfen des Falters

## Vorkommen, Lebensraum und Unterarten
Catopsilia pyranthe kommt im Süden und Südosten Asiens sowie in Australien verbreitet vor. Als Wanderfalter wird die Art zuweilen in Gebieten gefunden, in denen sie nicht heimisch ist. Bevorzugter Lebensraum sind Gebüschlandschaften und Waldränder. Folgende Unterarten werden geführt:
- Catopsilia pyranthe pyranthe – Thailand, südliches China, Indien
- Catopsilia pyranthe chryseis – Java
- Catopsilia pyranthe minna – Sri Lanka, Andamanen
- Catopsilia pyranthe crokera – Nordosten Australiens, Timor
- Catopsilia pyranthe lactea – einige Inseln Indonesiens
- Catopsilia pyranthe evangelina – Flores
- Catopsilia pyranthe pythias – Northern Territory, New South Wales

## Lebensweise

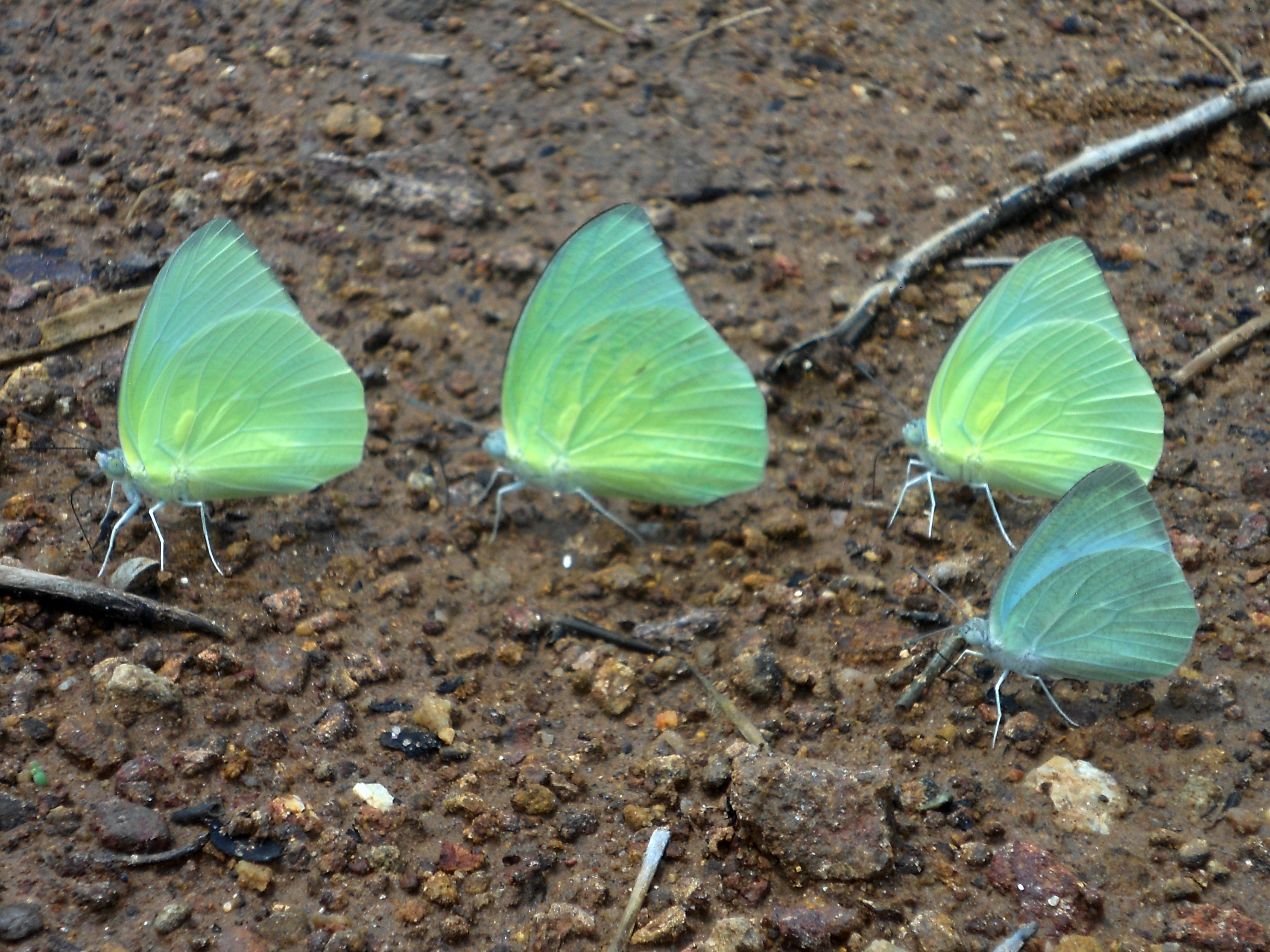
Catopsilia pyranthe an feuchter Erdstelle saugend

Catopsilia pyranthe ist das gesamte Jahr hindurch zu beobachten und bildet fortlaufende Generationen. Ein Entwicklungszyklus beträgt 22 bis 29 Tage. Dementsprechend können mindestens 12 Generationen im Jahr entstehen. Die Raupen ernähren sich bevorzugt von den Blättern von Kassien (Cassia) und Sennaarten. Die Falter legen als Wanderfalter oftmals weite Strecken zurück, weshalb sie im englischen Sprachgebrauch als „Mottled Emigrant“ (Gesprenkelter Auswanderer) bezeichnet werden. Sie haben einen hohen Energiebedarf, den sie durch regelmäßige Aufnahme von Blütennektar decken. Außerdem saugen sie gerne an feuchten Erdstellen, wobei sie Flüssigkeit und Mineralstoffe aufnehmen.